# 霍比甘傑沙達爾烏帕齊拉
霍比甘傑沙達爾乌帕齐拉是孟加拉国霍比甘傑縣的一个乌帕齐拉，位於錫爾赫特专区的霍比甘傑縣。。

## 人口
據1991年孟加拉國人口普查，霍比甘傑沙達爾共有戶數38,977戶，人口225469人。其中男性佔比51.75%，女性佔比48.25%；成年人口117,014人。該地7歲以上人口之平均識字率為30.6%，低於全國平均值（32.4%）。